# Leon Rubin

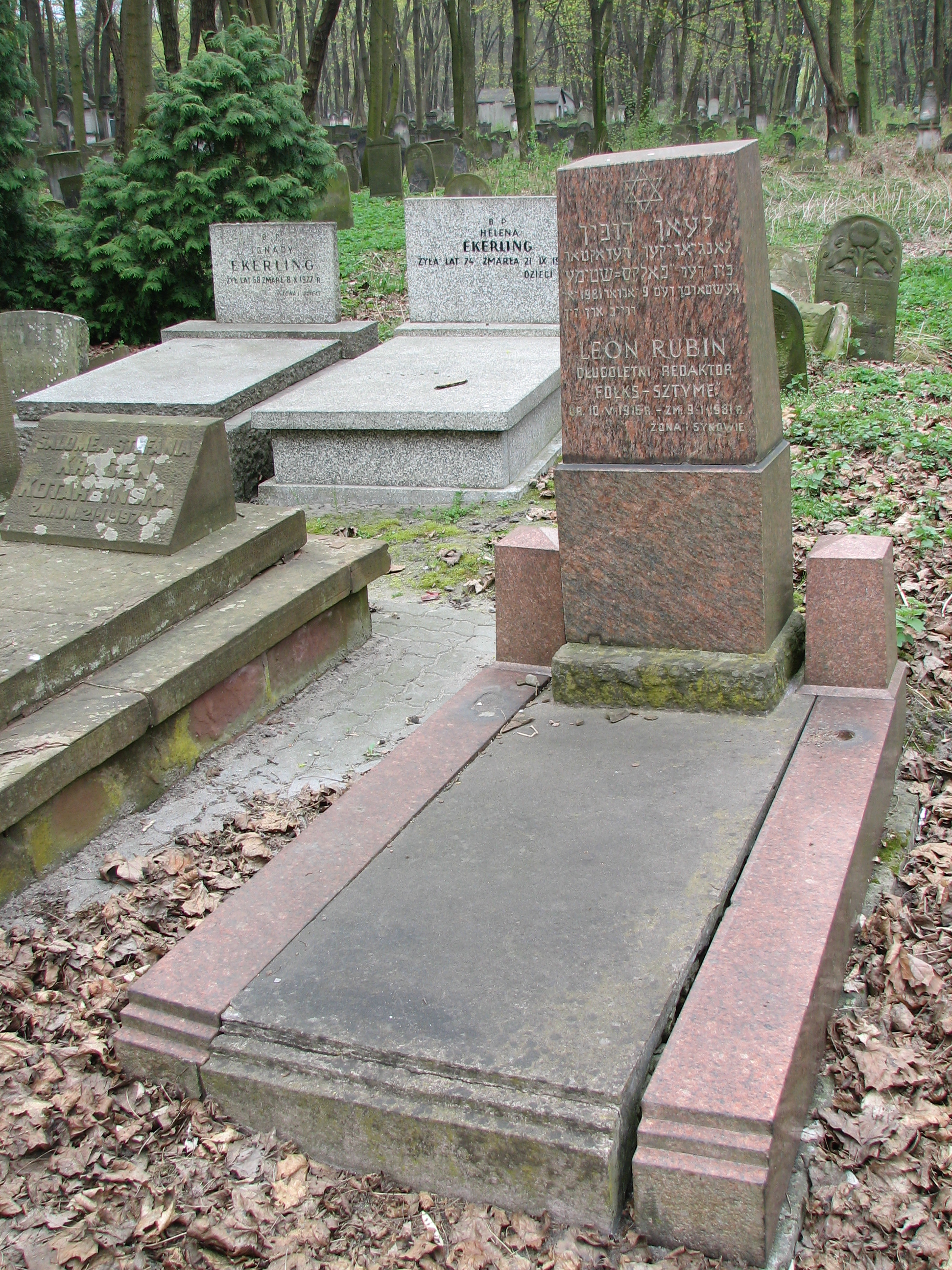
Grób Leona Rubina

Leon Rubin (ur. 10 maja 1916, zm. 9 stycznia 1981 w Warszawie) – polski dziennikarz żydowskiego pochodzenia, wieloletni redaktor jedynego w PRL-u tygodnika żydowskiego „Fołks Sztyme”. Został pochowany na cmentarzu żydowskim przy ulicy Okopowej w Warszawie.